# Phelotrupes davidis
Phelotrupes davidis là một loài bọ cánh cứng trong họ Geotrupidae. Loài này được Deyrolle miêu tả khoa học năm 1878.